# A Case of Seltzer
A Case of Seltzer è un cortometraggio muto del 1909 diretto da Gilbert M. 'Broncho Billy' Anderson.

## Produzione
Il film fu prodotto dalla Essanay Film Manufacturing Company. Venne girato a Chicago - città dove la casa di produzione aveva la sua sede principale - negli Essanay Studios - 1333-45 W. Argyle Street.

## Distribuzione
Uscì nelle sale cinematografiche USA il 28 luglio 1909, distribuito dall'Essanay Film Manufacturing Company. Nelle proiezioni, veniva programmato con il sistema dello split reel, accorpato in un'unica bobina con un altro cortometraggio prodotto dall'Essanay, la commedia The Tramp Story.
Copia della pellicola viene conservata negli archivi della George Eastman House.